# Demmingen
Demmingen mit dem Weiler Wagenhofen ist ein Ortsteil der Gemeinde Dischingen im Landkreis Heidenheim. Bis 1974 war Demmingen eine eigenständige Gemeinde.

## Lage und Verkehrsanbindung
Demmingen liegt südöstlich des Kerns von Dischingen an den Kreisstraßen K 3000 und K 3001.
Der Ort liegt auf der Ries-Alb, einer Hochfläche im Osten der Schwäbischen Alb.

## Bevölkerungsentwicklung
| Jahr      | 1852 | 1880 | 1900 | 1910 | 1925 | 1939 | 1950 | 1961 | 1970 | 2019 | 2020 | 2021 |
| Einwohner | 524  | 453  | 459  | 478  | 497  | 485  | 655  | 501  | 499  | 434  | 431  | 439  |

## Geschichte
Demmingen wurde das erste Mal 1270 als „Thuemingen“ erwähnt, ein Jahr später als „Tumingen“. 1270 erhielt das Kloster Mödingen Besitz in Demmingen, 1271 erhielt es ein weiteres Gut vom Kloster Echenbrunn. Im Jahr 1295 trat das Kloster Ochsenhausen seinen Besitz in Demmingen an das Kloster Neresheim ab.

## Bauwerke

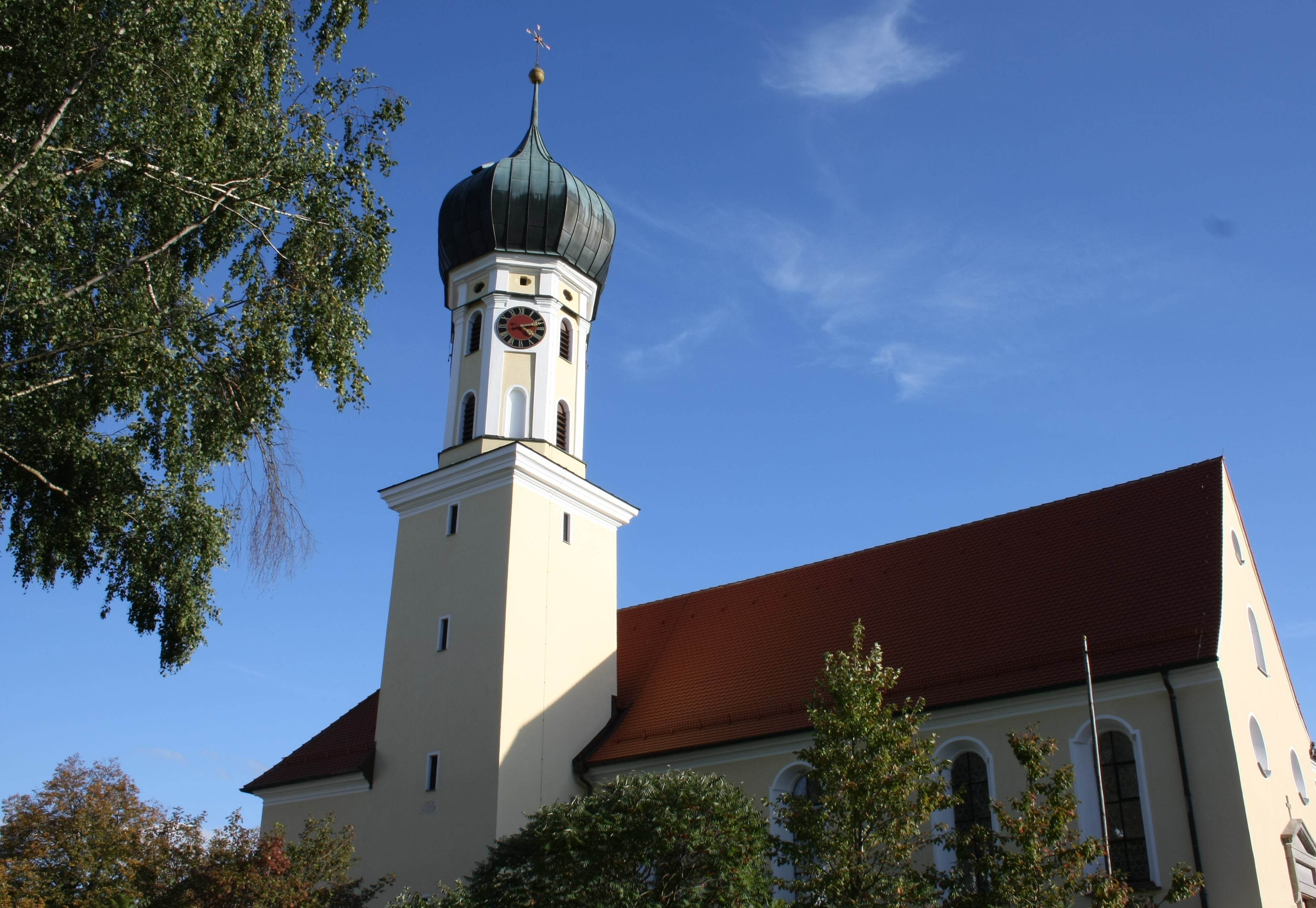
Kirche St. Wendelinus

- Schloss Duttenstein
- Burg Demmingen
- Katholische Kirche St. Wendelinus

## Wappen
Blasonierung: In Silber auf grünem Boden ein steigender schwarzer Steinbock.